# Miguel Álvarez del Toro
Miguel Carlos Francisco Álvarez del Toro (* 23. August 1917 in Colima, Colima; † 2. August 1996 in Ciudad de México) war ein mexikanischer Zoologe.

## Leben
Álvarez del Toro wuchs in Colima auf, wo er sich schon als Kind für die einheimische Fauna begeisterte. In seiner Jugend zog er mit seiner Familie in die Hauptstadt. Dort arbeitete er Ende der 1930er Jahre als Präparator am neugegründeten Museo de la Flora y la Fauna Nacionales im Wald von Chapultepec und wurde, trotz seines Status als junger Autodidakt, sogar stellvertretender Direktor. Nach dem Rücktritt des alten Direktors verließ er 1941 das Museum. Für die amerikanische Academy of Natural Sciences in Philadelphia sammelte er in dieser Zeit Vogelspezies an verschiedenen Orten Mexikos und unternahm für diese Arbeit seine erste Regenwaldexkursion in Oaxaca.
1942 erhielt er eine Stelle in Chiapas als Präparator am Museo de Historia Natural, das der damalige Gouverneur des Bundesstaats, Rafael Pascacio Gamboa, in Tuxtla Gutiérrez einrichten wollte. Zunächst sammelte und bestimmte Álvarez Wirbeltiere für die Sammlung des Ende 1942 eröffneten Museums und den geplanten Zoo. Als 1944 Elisha Parker, der Direktor des Museums, verstarb, wurde Álvarez sein Nachfolger. Bis an sein Lebensende blieb er Direktor des Instituto de Historia Natural del Gobierno del Estado de Chiapas.
Álvarez del Toro lehrte am Colegio de Ciencias y Artes de Chiapas, später auch an der Universidad Nacional Autónoma de México. In Chiapas spielte er eine wesentliche Rolle für den Naturschutz; sechs der elf Naturschutzgebiete des Bundesstaats gehen auf seine Initiative zurück. Außerdem war er viele Jahre Direktor des Urwaldzoos von Tuxtla Gutiérrez und entwickelte dessen ungewöhnliches Konzept, in dem die Tiere frei leben und die „gefährlichste Spezies der Welt“, die menschlichen Besucher, „eingesperrt“ und bewacht werden. Seit dem Umzug 1980 nach El Zapotal, ein Waldgebiet im Südosten der Stadt, trägt dieser Zoo ihm zu Ehren den Namen Zoológico Miguel Álvarez del Toro (ZOOMAT).
Álvarez del Toro veröffentlichte über 40 Aufsätze zu mexikanischen Vogelspezies, darunter die Zwergbinsenralle (Heliornis fulica) und den Zapfenguan (Oreophasis derbianus). Außerdem publizierte er sieben Bücher, darunter seine wohl wichtigste Veröffentlichung, das erstmals 1971 veröffentlichte Kompendium Las aves de Chiapas (Birds of Chiapas).
Zu den nach ihm benannten Spezies zählen Pulex alvarezi (1958), Lepidophyma alvarezi (1975), Trogolaphysa toroi (1985), Cryptotriton alvarezdeltoroi (1987), Coniophanes alvarezi (1990), Anolis alvarezdeltoroi (1996) und Ceratozamia alvarezii (1999).
Seit 1947 war er Mitglied der American Ornithologists’ Union. 1989 erhielt er den J. Paul Getty Wildlife Conservation Prize des World Wildlife Fund, 1992 wurde er mit dem Global 500 Award ausgezeichnet. Von der Universidad Autónoma Chapingo (1992) und der Universidad Autónoma de Chiapas (1993) wurde ihm die Ehrendoktorwürde verliehen.